# (35383) 1997 WU36
1997 WU36 (asteroide 35383) é um asteroide da cintura principal. Possui uma excentricidade de 0.20466570 e uma inclinação de 7.16317º.
Este asteroide foi descoberto no dia 29 de novembro de 1997 por LINEAR em Socorro.